# ساخته‌شده (فیلم ۲۰۰۱)
ساخته‌شده (به انگلیسی: Made) فیلمی محصول سال ۲۰۰۱ و به کارگردانی جان فاورو است. در این فیلم بازیگرانی همچون جان فاورو، وینس وان، پیتر فالک، شان کامز، فامکه یانسن، فایزون لاو، دیوید اوهارا، مکنزی وگا، لئوناردو چیمینو، سم راکول، فدریکو کاستلوچو و جیمی هریس ایفای نقش کرده‌اند.